# Rook

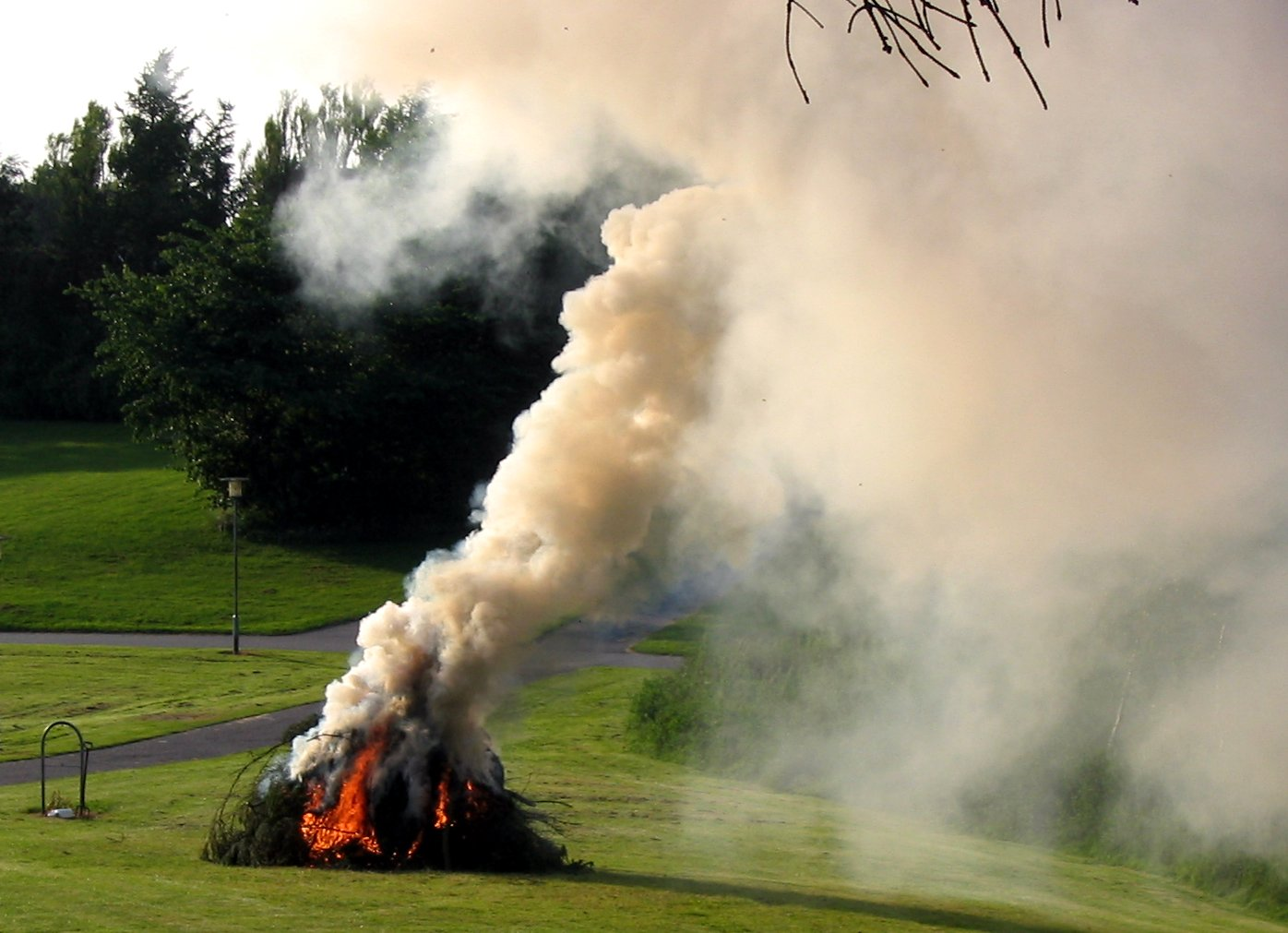
Een rokend vuur

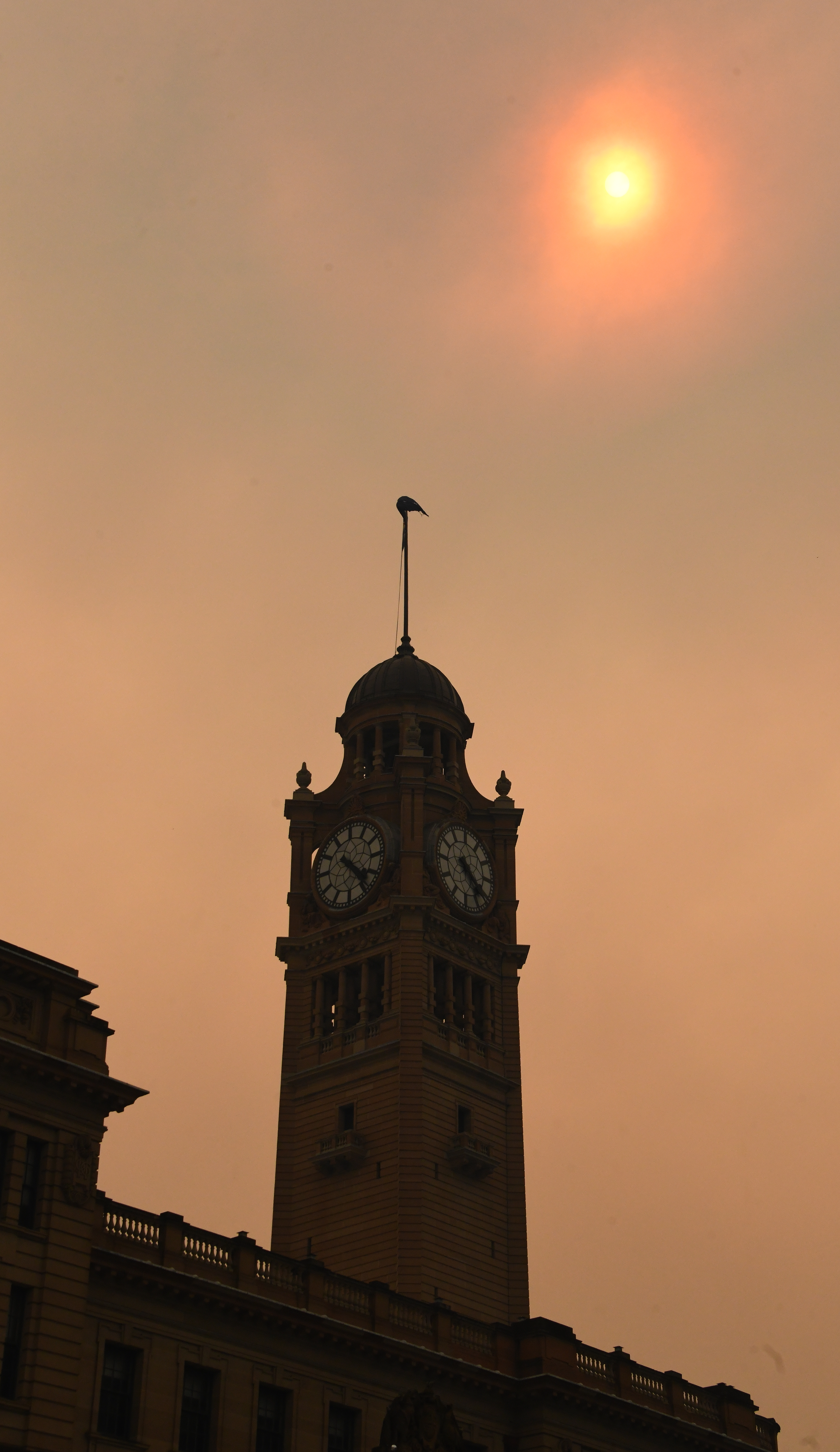
Sydney in de rook van natuurbranden (december 2019)

Rook is een aerosol van verbrandingsproducten in lucht. Witte rook bestaat hoofdzakelijk uit condens (waterdruppeltjes), zwarte rook uit roet. Rook ontstaat vooral als een, meestal ongewenst, bijproduct van inpandige verbranding in huishoudens en de industrie, en wordt, vaak via hoge schoorstenen, naar de atmosfeer afgevoerd. De meeste doden bij branden vallen door de verschillende, vrijkomende rookgassen. Rookontwikkeling kan ook het gevolg zijn van natuurbranden. 
Tabaksrook wordt in veel culturen gebruikt als genotmiddel 
via het inhaleren van de rook, of kortweg roken.
Rook wordt gebruikt voor het conserveren van etenswaren. Dit proces wordt eveneens roken genoemd.
In vroeger tijden werd rook gebruikt bij het communiceren over grotere afstand via rooksignalen. Bij de verkiezing van een nieuwe paus gebeurt dit nog steeds: zwarte rook zolang er nog geen nieuwe paus is, witte zodra er één verkozen is.